# Пон, Поль Жан
Поль Жан Пон (23 октября 1808, Барселона, Испания — 20 июня 1888, Орсей) — французский юрист, учёный-правовед и научный писатель.
Юридическое образование получил в Тулузском университете, который окончил со степенью доктора права. Затем некоторое время занимался адвокатской практикой в Париже, затем получил место в магистратуре, где сделал успешную карьеру: последовательно был президентом суда в Корбейле, судьёй в Шартре, главным судьёй департамента Сена (с 1854 года), в 1858 году был назначен советником парижского апелляционного, а в 1864 году — парижского кассационного суда. В 1870 году стал членом Академии моральных и политических наук.
Написал большое количество работ по юриспруденции, в своё время считавшихся авторитетными. Главные труды: «Traité du contrat de mariage et des droits respectifs des époux» (1847), «De la publicité des subrogations а l’hypothèque légale de la femme» (1857), «De la responsabilité des notaires» (1861), «Traité des petits contrats et de la contrainte par corps» (1863). Пону принадлежит также продолжение «Explication du code Napoléon» Маркаде (1856—1867).